# 卡利诺沃农村居民点 (沃罗涅日州)
卡利诺沃农村居民点（俄语：Калиновское сельское поселение）是俄罗斯联邦沃罗涅日州格里巴诺夫斯基区所属的一个农村居民点。其下辖有4个居民点，行政中心为卡利诺沃。据2016年统计，该农村居民点的人口为238人。